# Tòfona
Les tòfones o trufes són un grup de fongs comestibles del gènere Tuber o gèneres propers.
Les tòfones són fongs micorrízics que estableixen relacions simbiòtiques amb arbres i arbusts, particularment del gènere Quercus com les alzines, roures, o altres vegetals com els castanyers i nogueres. El fruit o bolet (ascocarp) es forma a sota terra. Algunes espècies fan un bolet molt olorós perquè certs animals les descobreixin i, en menjar-les, en dispersin les espores. És una olor doncs amb finalitat dispersiva, igual que, per exemple, l'olor de les flors que atreu els pol·linitzadors. Típicament, és apreciada i reconeguda pels senglars, però també el reconeixen, per exemple, els gossos, alguns dels quals poden ser ensinistrats per a cercar tòfones.
Té forma irregular més o menys arrodonida, semblant a una patata, de superfície rugosa i color fosc, l'interior presenta una aparença repleta de venes. La seva grandària va des de la d'una nou a la d'una patata. És capaç de generar substàncies que maten plantes herbàcies, a causa del seu efecte antibiòtic.

## Etimologia
L'origen de la paraula tòfona sembla ser el terme tubercle, que significa inflamació o bult, que es va convertir en tufer- i va donar lloc als diversos termes europeus: danès trøffel, holandès truffel, anglès truffle, francès truffe, alemany trüffel, τρούφα trúfa grec, tartufo italià, trufla polonesa, trufa en romanès i castellà i tryffel suec.
La paraula alemanya Kartoffel ('papa') deriva del terme italià per a trufa a causa de les similituds superficials. En portuguès, les paraules trufa i túbera són sinònims, aquesta última més propera al terme llatí.

## Història

### Antiguitat
El primer esment de les tòfones apareix en les inscripcions dels neosumeris sobre els hàbits alimentaris del seu enemic amorreu (III dinastia d'Ur, segle xx ac). i més tard en els escrits de Teofrast en el segle iv ac. A l'època clàssica, els seus orígens van ser un misteri que va desafiar molts; Plutarc i altres van pensar que eren el resultat dels llamps, la calor i l'aigua a terra, mentre que Juvenal va pensar que els trons i la pluja van ser fonamentals a l'origen. Ciceró els considerava fills de la terra, mentre que Dioscórides pensava que eren arrels tuberoses.
Roma i Tràcia en el període clàssic van identificar tres tipus de tòfones: Tuber melanosporum, Tuber magnificus i Tuber magnatum. En canvi, els romans van utilitzar una varietat de fongs anomenats terfez, també anomenades de vegades tòfona del desert. Els terfez emprats a Roma procedien de Lesbos, Cartago i especialment de Líbia, on el clima costaner era menys sec a l'Antiguitat. La seva substància és pàl·lida, tenyida de rosa. A diferència de les tòfones, els terfez tenen poc sabor inherent. Els romans usaven el terfez com a portador de sabor, perquè el terfez tendeix a absorbir els sabors circumdants. De fet, atès que la cuina romana antiga feia servir moltes espècies i aroma, els terfez eren apropiats en aquest context.

### Edat Mitjana
Hi ha constància de la utilització de la tòfona a la cuina d'al-Àndalus, ja que apareix en diverses elaboracions dels receptaris andalusins del segle xiii, com el del murcià Ibn Razín al-Tugibí,que anuncia un capítol "sobre els plats de tòfones", que malauradament s'ha perdut, encara que sí que apareix el seu ús en algunes de les receptes que conté. En el receptari anònim hispano-magribí d'època almohade, traduït per Huici Miranda, apareixen dues receptes, una que denomina "plat de tòfones i carn" i una altra "plat de xai amb tòfones".
Les tòfones poques vegades es van utilitzar durant l'edat mitjana. La recol·lecció de tòfones és esmentada per Bartolomeu Platina, l'historiador papal, l'any 1481, quan va registrar que les truges de Notza no tenien igual en la caça de tòfones, però que havien de portar morrió per evitar que es mengessin el premi.

### Renaixement i modernitat
Durant el Renaixement, les tòfones van recuperar popularitat a Europa i van ser honrades a la cort del rei Francesc I de França. Eren populars als mercats parisencs a la dècada de 1780, importades estacionalment dels terrenys de tòfona, on els camperols els havien gaudit durant molt de temps. Brillat-Savarin (1825) va assenyalar que eren tan cares que apareixien només a les taules dels grans nobles i mantenien les dones. De vegades se servien amb gall dindi.

## Grups de tòfones
Es diferencien tres grans grups de tòfones segons la tonalitat de la seva superfície:

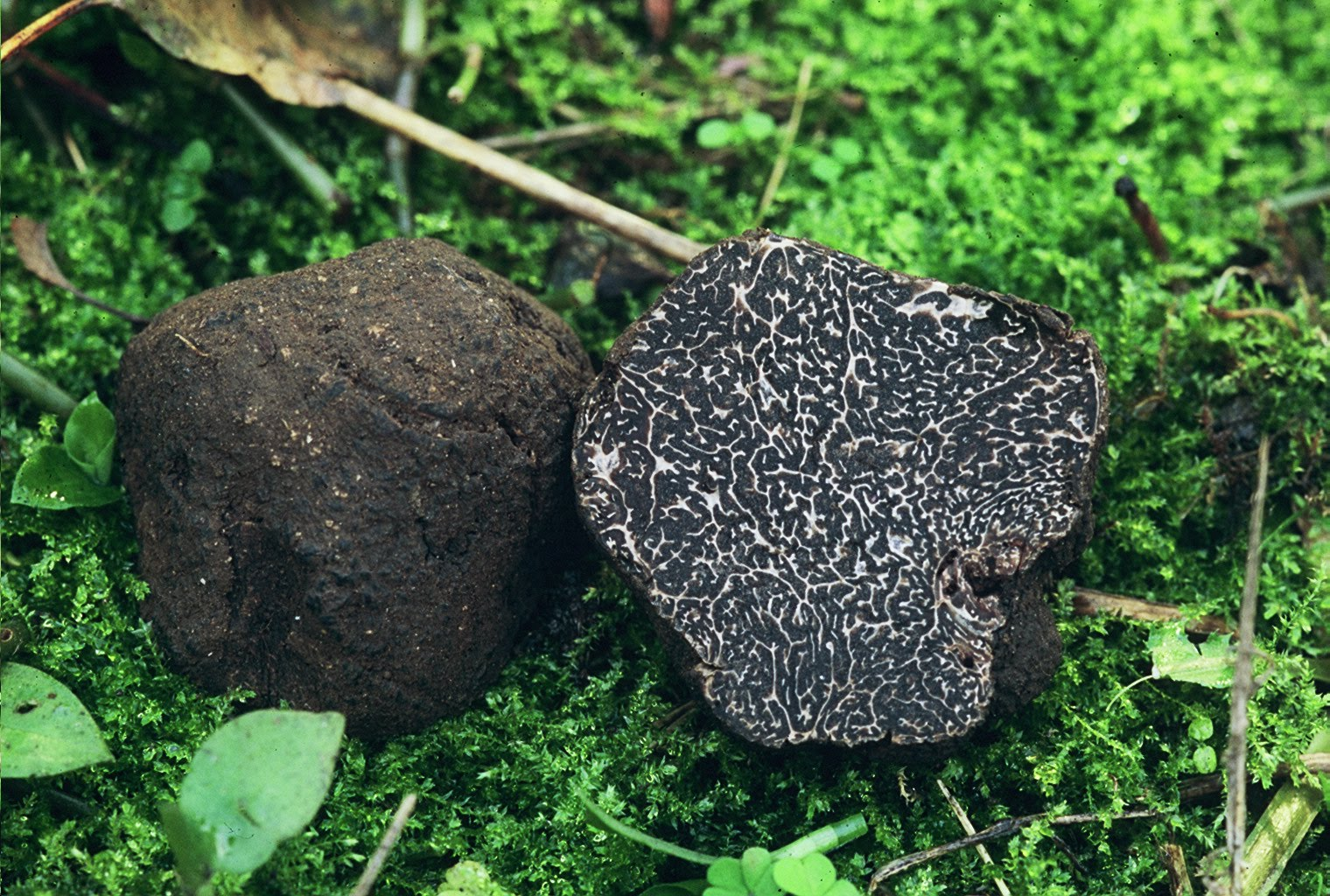
Tòfona negra (Tuber melanosporum)

### Tòfones negres
- Tuber aestivum, tòfona d’estiu
- Tuber brumale, tòfona magenca
- Tuber malençonii, tòfona de Malençon

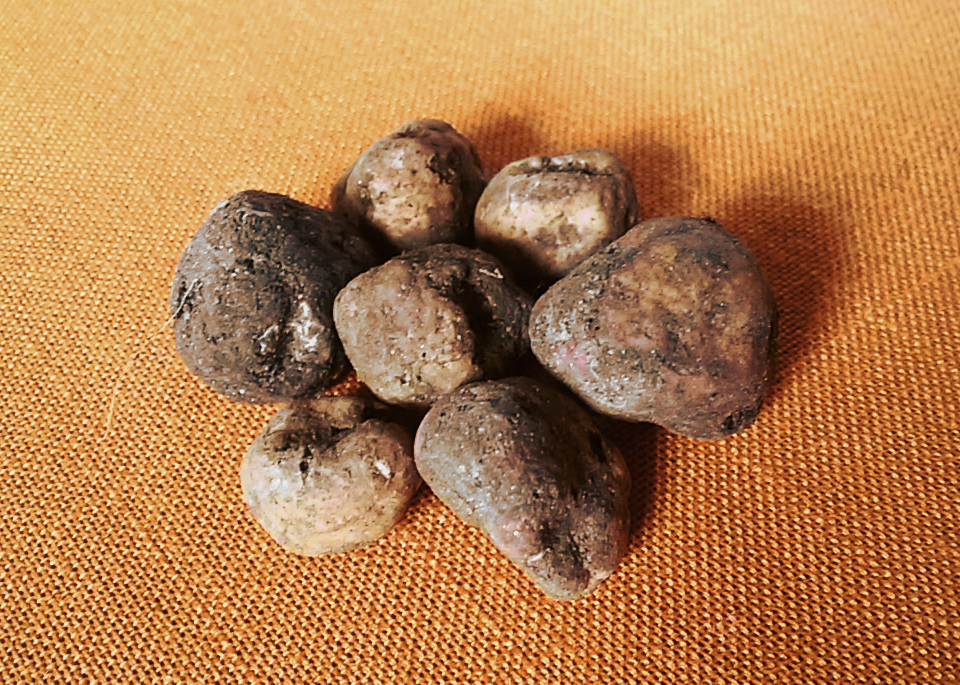
Tòfona marcenca (Tuber borchii)

- Tuber melanosporum, tòfona negra
- Tuber mesentericum, tòfona de pi
- Tuber uncinatum, tòfona gravada

### Tòfones rogenques
- Balsamia platyspora, tòfona de nou
- Balsamia vulgaris, tòfona roja
- Fischerula macrospora, tòfona de coixinet
- Tuber borchii, tòfona marcenca
- Terfezia olbiensis, tòfona de terrerola
- Tuber panniferum, tòfona vellutada

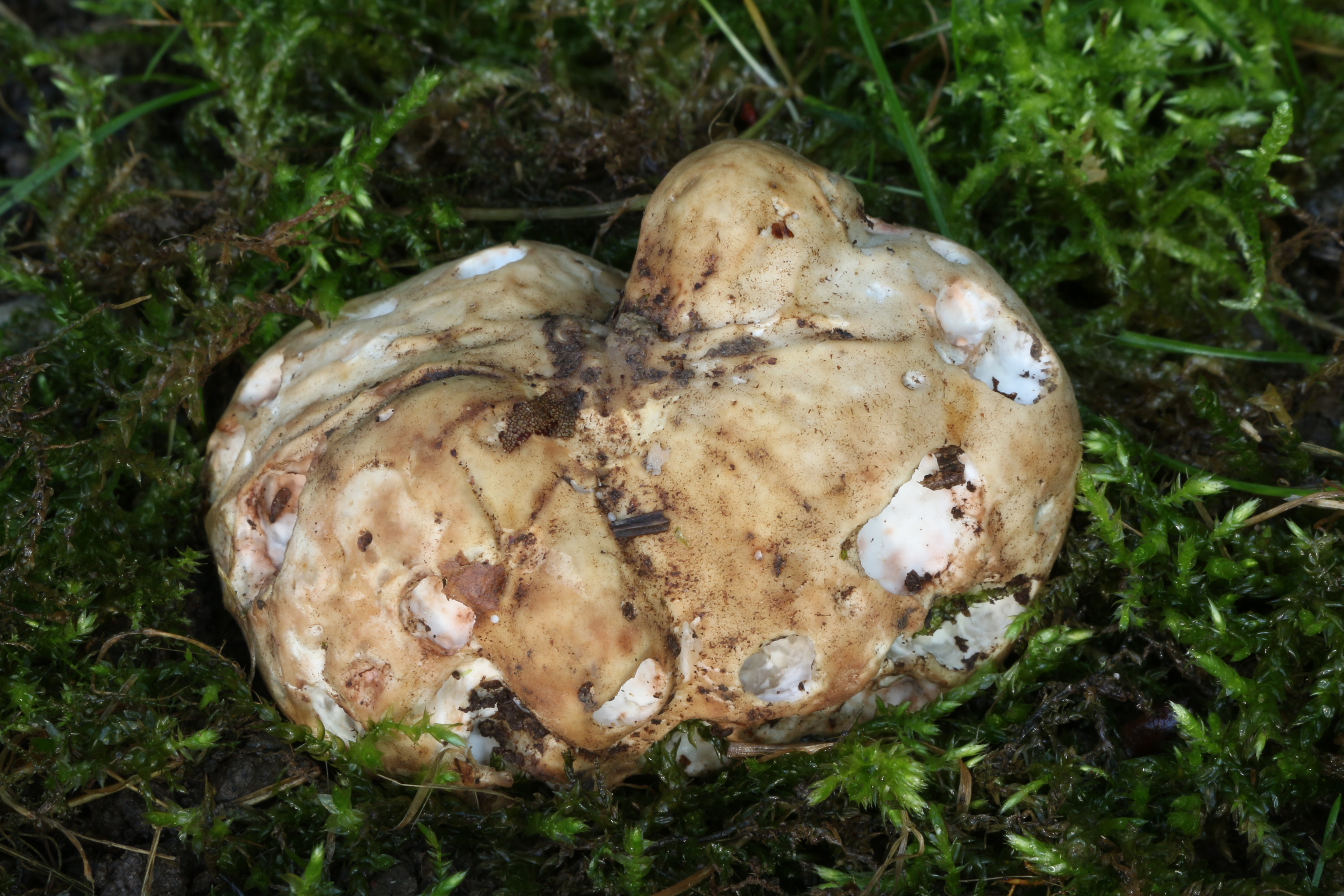
Tòfona de porc (Choiromyces meandriformis)

### Tòfones clares
- Choiromyces meandriformis, tòfona de porc
- Delastria rosea, tòfona rosa
- Hydnobolites cerebriformis, tòfona de cervell
- Pachyphlodes citrina, tòfona de melic groga
- Pachyphlodes conglomerata, tòfona de melic llisa
- Reddellomyces donkii, tòfona blanca d’eucaliptus
- Tuber excavatum, tòfona de clot
- Tuber gennadii, tòfona blanca de mató
- Tuber maculatum, tòfona tacada
- Tuber magnatum, tòfona blanca

## Detalls
Es coneixen unes quaranta espècies de tòfones, una trentena a Europa, però només unes poques presenten interès gastronòmic. Les més comercialitzades són:

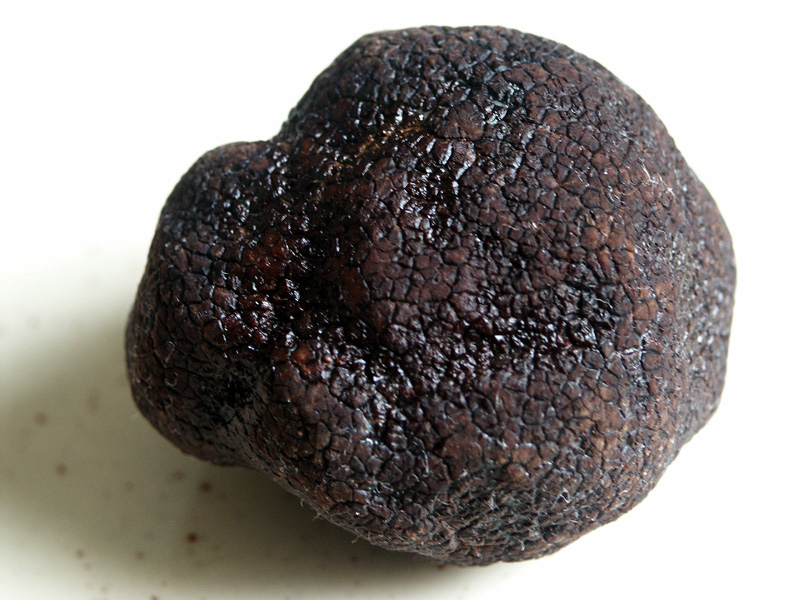
Tòfona del Perigord

- Tuber melanosporum. És coneguda comunament com a tòfona negra o tòfona del Perigord i és la més apreciada a Occitània, Països Catalans, Espanya i França. El seu color és negrenc o gris amb tons violetes. Té forma irregular i s'assembla a un tros de carbó. La pell és molt fina i està recoberta de berrugues. El cos és carnós i compacte, més blanquinós a prop de la pell i grisosa cap al centre fins a convertir-se en un color marró violaci. Presenta una olor intensa i picant i un gust agradable, tot i que lleugerament amarg. Es paga al recol·lector entre 200 € i 850 € per quilo,[10] tot i que té un preu molt superior després de la comercialització i envasat.

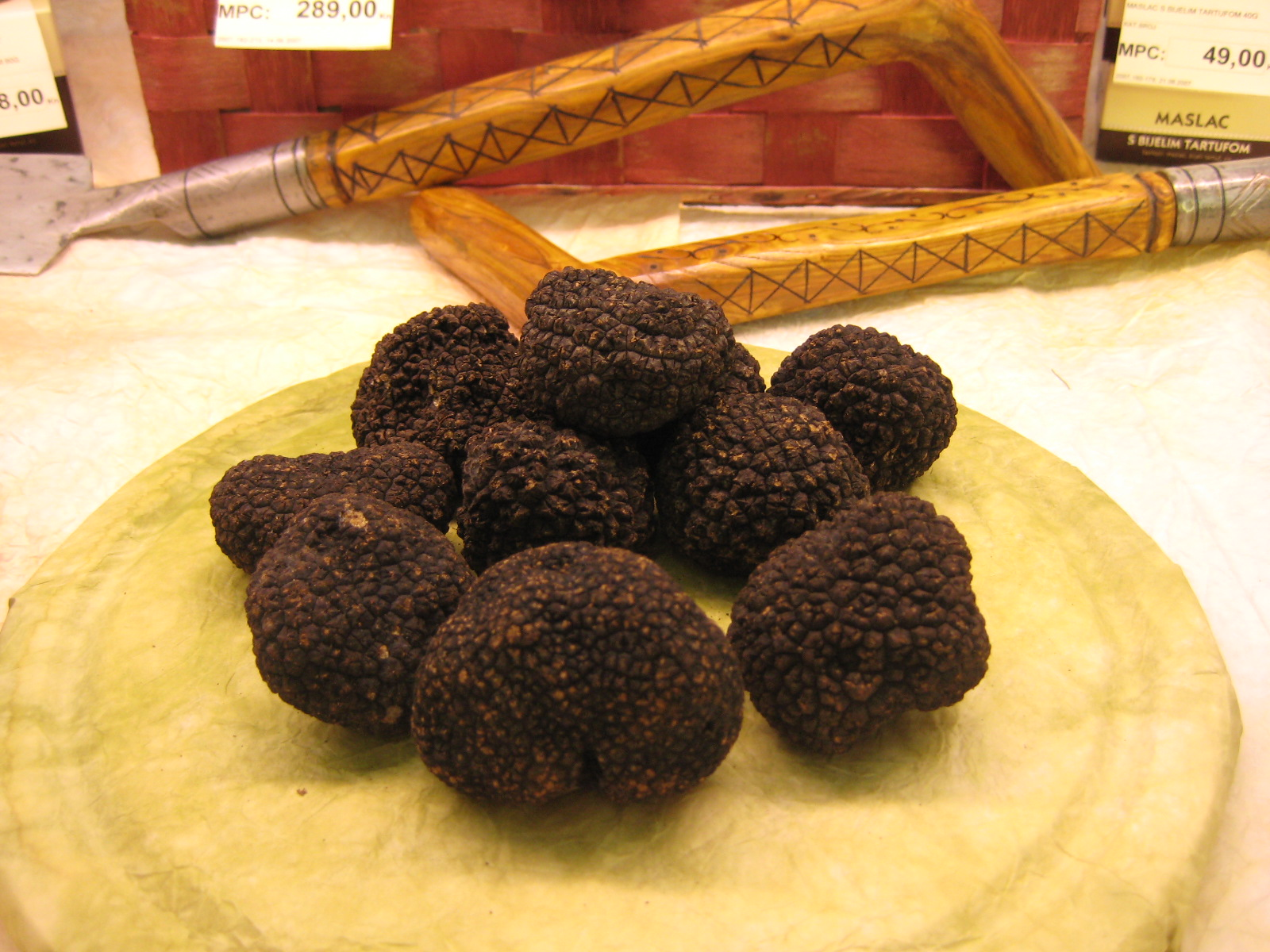
Tòfona negra

- Tuber brumale. Anomenada comunament "tòfona negra", igual que la Tuber melanosporum. Com el seu nom comú indica és de color negre, molt similar a l'anterior, però d'inferior cotització.

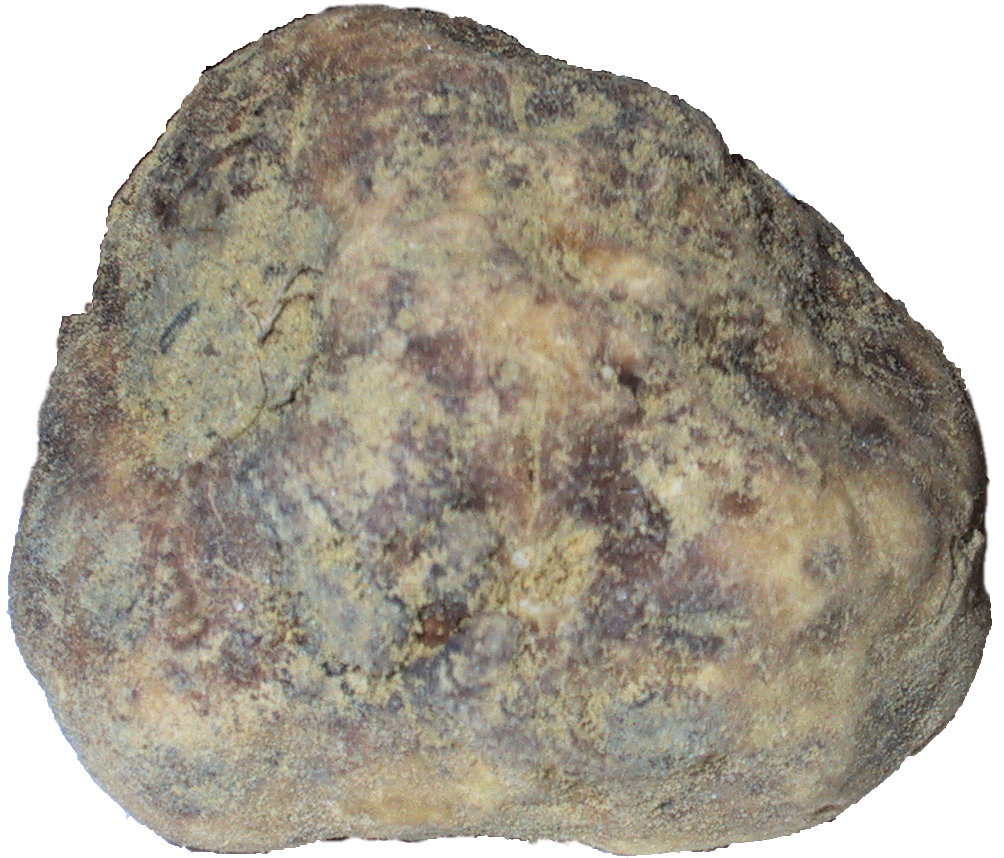
Tòfona blanca

- Tuber magnatum i Tuber album. Conegudes com a tòfones blanques, assoleix els preus més elevats al mercat, uns 3.000 € per quilo el 2010.[11] El seu pes sol variar entre uns quaranta i uns tres-cents grams. Només es troba al nord d'Itàlia.[11] Té forma irregular, una pell fina i lleugerament semblant al vellut, de color ocre pàl·lid, blanc o groc a l'interior, i una olor intensa, molt pronunciada. La seva època de creixement va del final de l'estiu a l'entrada de l'hivern, i depèn molt del clima.

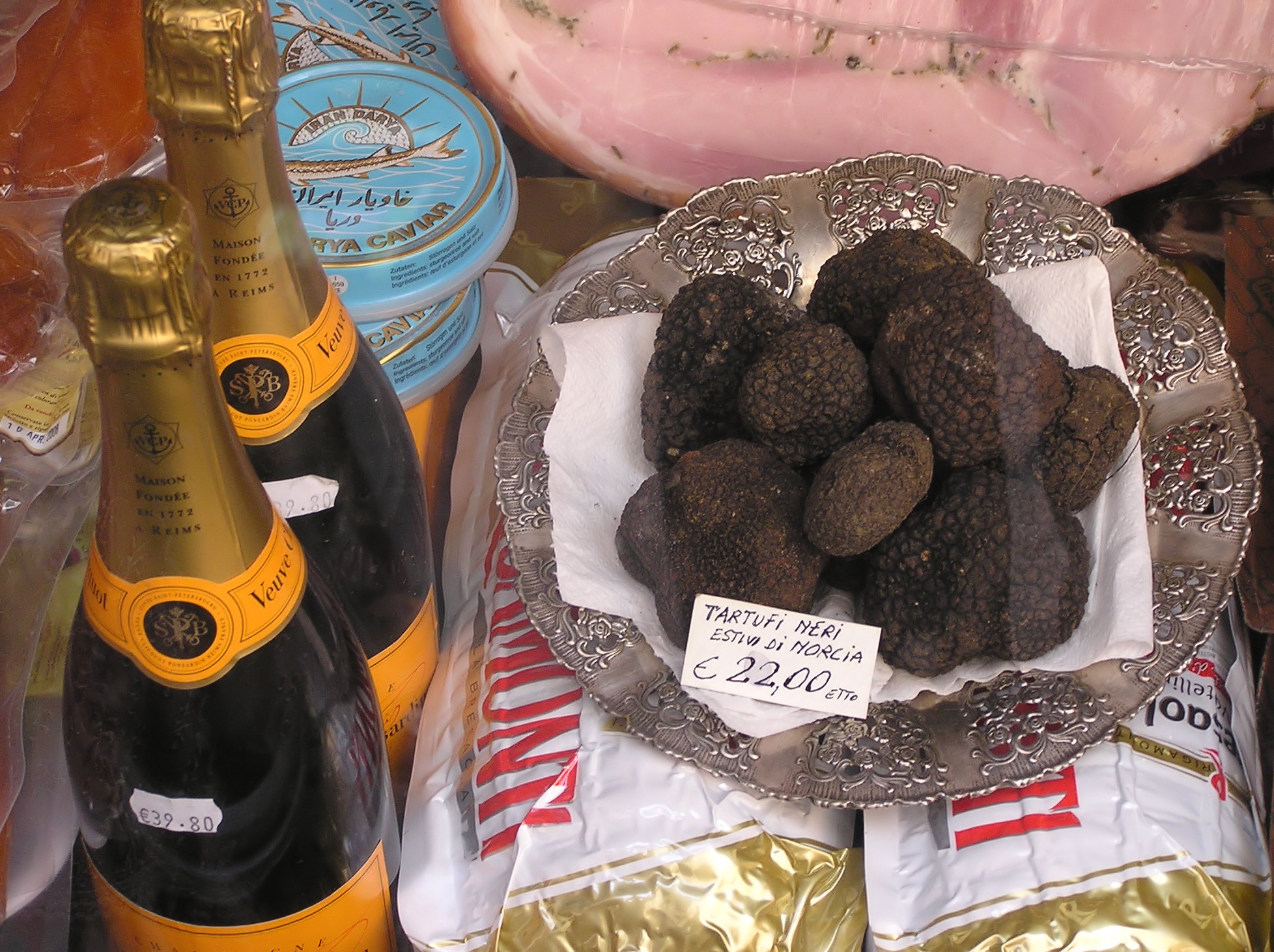
Tòfona d'estiu

- Tuber aestivum o tòfona d'estiu. Com indica el seu nom, té la seva època de creixement des de l'inici de l'estiu fins a principis de tardor. Aquest fong té forma rodona amb irregularitats. Està recoberta completament de berrugues anguloses que les diferencia de les altres. El seu color és marró negrenc i la seva carn compacta. L'olor és intensa i aromàtica i presenta un sabor peculiar que recorda a les nous. La trufa estival és considerada de bona qualitat, amb la diferència que es ven "fora de temporada", cosa que a la pràctica significa durant tot l'any, ja sigui confitada amb algun licor o en el seu propi suc de conservació. El seu preu és inferior a les anteriors, ja que es paga al recol·lector a entre 35 € i 80 € per quilo.[10]

## Ús

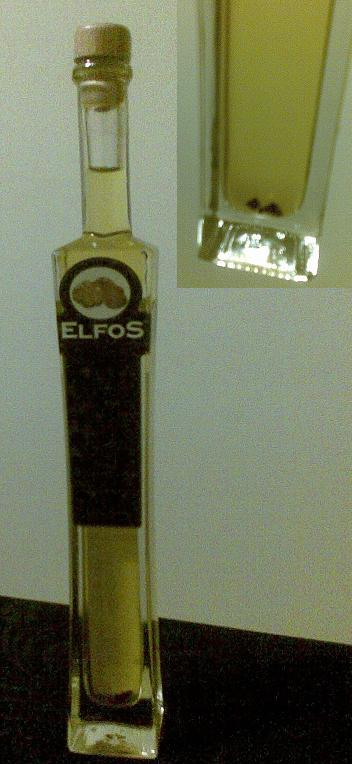
Oli d'oliva aromatitzat amb tòfona.

L'ús principal és el culinari, ja que l'aroma i sabor són molt apreciats a la cuina europea meridional, i en particular a la cuina occitana, la italiana i les de la península Ibèrica. S'usa principalment com a condiment, directament del producte cuinat, per exemple als ous batuts en una truita d'ou, en una botifarra o en un pollastre rostit, o sinó també s'usa per a perfumar oli d'oliva, per exemple, amb el qual es poden amanir o cuinar plats que quedaran aromatitzats amb una mica de gust d'aquest bolet. L'oli es pot usar per a amanides i per algunes verdures cuinades a la brasa o a la planxa. Tradicionalment, perfuma carns blanques (pollastre, gall dindi, conill...) i en tot cas, com a peix, al bacallà, en receptes més escasses i que probablement tenen origen quaresmal o de dies de peix. També té un ús molt estès per a fer variar i enriquir canelons, botifarres, embotits, terrines de carn i patés.
Actualment, a més de l'ús més tradicional, s'empra per a condimentar qualsevol tipus de plat: arròs, pasta, panets, sopes, pa amb tomàquet, a base de patates, a salses, etc. amb l'únic límit de la imaginació i el gust personal de qui la cuina, a més de l'elevat cost del producte, cosa que sol comportar que es dosi en petites quantitats i sovint que sigui un ingredient si no protagonista, amb prou importància al plat perquè es tendeixi a no voler difuminar el seu gust amb d'altres de forts i amb molta personalitat.
L'ús de les tòfones a la cuina s'origina a l'època dels antics egipcis. A l'edat mitjana es considerava una manifestació del dimoni, pel seu color negrenc i la seva aparença amorfa. Durant tota la història li han atribuït propietats afrodisíaques.

### Oli
L'oli de tòfona s'utilitza com un substitut convenient i de baix cost de les tòfones, per donar sabor o per realçar el sabor i l'aroma de les tòfones a la cuina. Alguns productes anomenats "olis de tòfona" no contenen tòfones, o inclouen peces de varietats de tòfones barates i poc apreciades, que no tenen gaire valor culinari, simplement per destacar. La gran majoria és oli aromatitzat artificialment amb un agent sintètic com el 2,4-ditiapentà. El nom científic està inclòs en la llista d'ingredients dels olis de tòfona infosos amb tòfones naturals.

### Vodka
Com que lés molècules aromàtiques a les tòfones són solubles en alcohol, es pot fer servir el vodka per portar un sabor a tòfona més complex i precís que l'oli sense la necessitat d'aromatitzants sintètics. Molts productors comercials usen 2,4-ditiapentà independentment, ja que s'ha convertit en el sabor dominant que la majoria dels consumidors, no exposats a les tòfones fresques, però familiaritzats amb els olis, hi associen. Com que la majoria de les nacions occidentals no tenen requisits d'etiquetatge d'ingredients per a les begudes espirituoses, els consumidors sovint no saben si s'han utilitzat aromatitzants artificials. S'empra com a aiguardent per dret propi, barreja de còctel o aromatitzant d'aliments.

## Cultiu i reproducció
Als Països Catalans es cultiva principalment la tòfona negra i la tòfona d'estiu. Es fa en territoris que tenen sòls calcaris, generalment de baixa qualitat, en el sentit que tenen rendiments agrícoles baixos per a força conreus tradicionals d'aquestes zones. La tòfona es reprodueix bé en aquests terrenys i a sobre pot aportar ingressos que tripliquen aquells altres cultius més difícils. Malgrat això, queden pocs tofonaires que s'hi dediquin en exclusiva, la majoria busquen tòfones fora dels seus altres treballs o bé intenten fer coincidir les vacances amb la temporada de recol·lecció. Al País Valencià, la seua recol·lecció no és tradicional, si bé per influència de Catalunya s'ha expandit esta activitat a localitats de l'Alcalatén, els Ports de Morella i l'Alt Maestrat.
Una de les claus per l'establiment d'una tofonera productiva és l'elecció de plantes joves el sistema radicular de les quals estigui completament infectat per la tòfona negra. D'aquesta manera, i amb la plantació, s'inocularà el terreny amb el miceli de tòfona. Si el medi ambient és adequat i no existeix competència d'altres fongs micorrizògens, la tòfona colonitzarà la parcel·la ràpidament.
Existeixen diverses tècniques per aconseguir una micorrizació monoespecífica a plàntules. No obstant això, els mitjans instrumentals que es necessiten escapen a la major part dels agricultors. Per això es recomana adquirir plantes micorizades certificades procedents de vivers especialitzats.

## Producció
La producció mitjana de tòfona a la Unió Europea oscil·la entorn de les cent tones anuals. A Espanya es recol·lecta entre un 30% i un 50% de la producció mundial de tòfona negra. S'estima que hi ha unes 10.000 famílies de truficultors i recol·lectors de tòfones. Un tofonaire a temps complet recull actualment entre tres i cinc quilos setmanals de tòfona negra, segons la temporada.

## Fires de la Tòfona
La tòfona es comercialitza bàsicament a través de les fires i mercats que hi ha a les localitats amb tradició tofonera, encara que cada vegada hi ha més intermediaris. Als Països Catalans els mercats tofonaires se solen fer llocs públics, principalment bars, on recol·lectors i compradors es troben i negocien un preu. Després intercanvien el producte fora del bar.
A la província de Barcelona es fa una fira anual en el municipi de Centelles. És precisament en aquesta zona d'on se'n tenen els primers documents del segle xvii que parlen de la recol·lecció de la tòfona silvestre a la zona, conservant-se en l'Arxiu municipal de Vic. El 2014 es va organitzar a Vic la primera conferència internacional sobre la recerca en tòfona, coordinada per Consol Blanch.